# Рок-балада

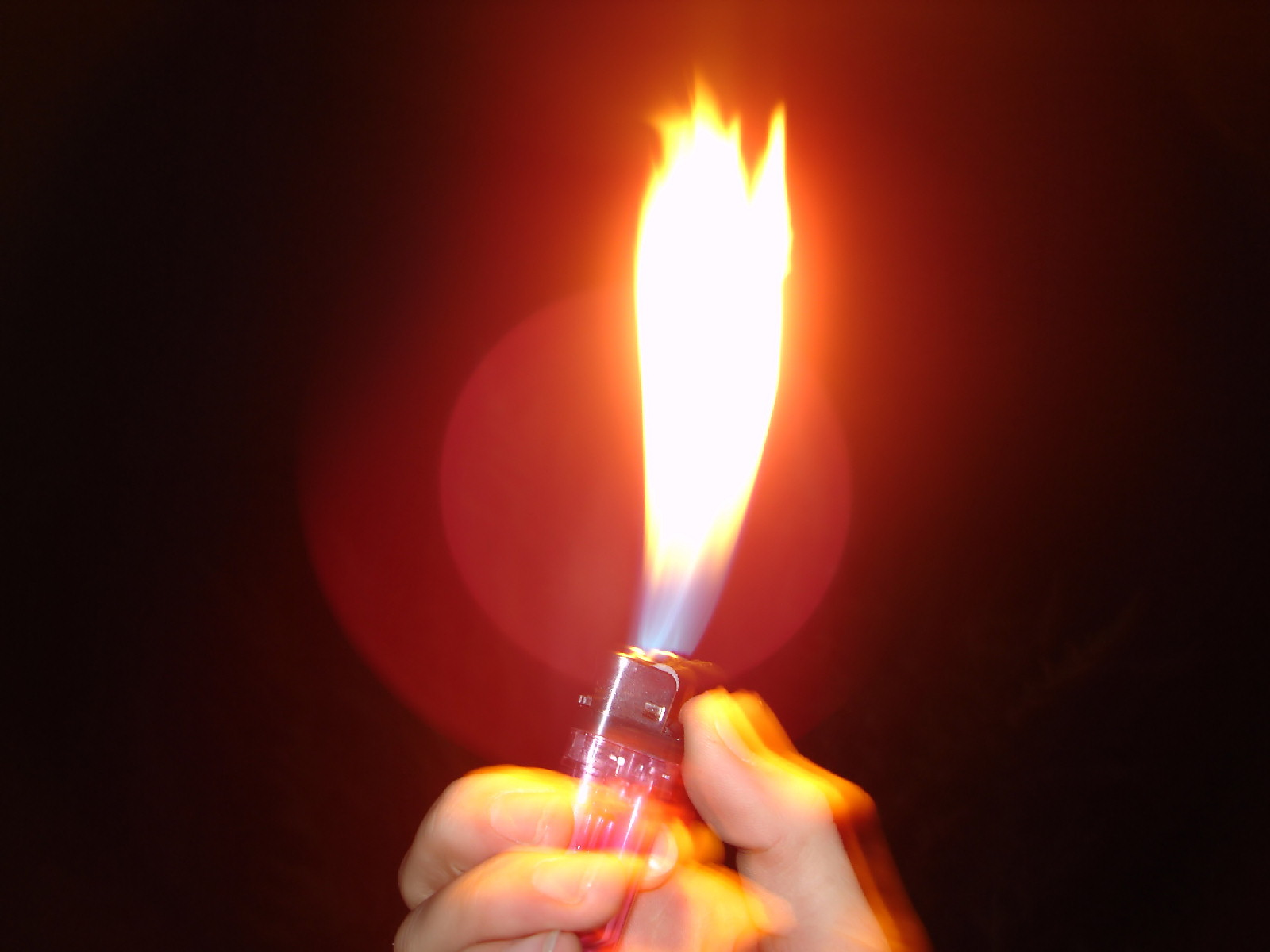
Щоб підкреслити емоційний аспект силової балади, натовпи зазвичай тримають запальнички, налаштовані на велике полум’я (альтернативою може бути увімкнений смартфон).

Рок-балада — тип пісні в рок-музиці, який являє собою повільну, мелодичну ліричну композицію. У справжньої рок-балади відсутній приспів, винятком може бути однакова остання фраза в куплетах. Емоційний стиль музики, який часто стосується романтичних та інтимних стосунків, і, меншою мірою, самотності, смерті, війни, зловживання наркотиками, політики та релігії, як правило, у зворушливій, але урочистій формі. Балади, як правило, досить мелодійні, щоб привернути увагу слухача.
Балади зустрічаються в більшості музичних жанрів, таких як поп, R&B, соул, кантрі, фолк, рок та електронна музика. Зазвичай повільні за темпом, балади, як правило, мають пишне музичне оформлення, яке підкреслює мелодію та гармонію пісні. Характерно, що в баладах використовуються такі акустичні інструменти, як гітари, піаніно, саксофони, а іноді й оркестрова композиція. Багато сучасних мейнстрімових балад, як правило, містять синтезатори, драм-машини і навіть, певною мірою, танцювальний ритм.

## Відомості
Балади часто записують з використанням акустичних гітар і/або фортепіано, інколи електричні гітари вступають у завершальній частині пісні. Партії ударних інструментів у баладах або відсутні, або грають незначну роль. Балади не вважають окремим жанром у році, тому що їх записують гурти майже з будь-якого жанру (окрім найекстремальніших, таких як дез-метал або хардкор).
Термін «балада» виходить з однойменного поетичного жанру, але зберігає з ним мало зв'язку. Балада в класичному значенні близька до епосу: це коротка історія, яка написана у віршах. Рок-балади ближче до лірики, їхні тексти можуть бути безсюжетними і виражати емоції автора і виконавця. Тексти рок-балад інколи відрізняються від стандартних рок-текстів, оскільки є більш ліричними і меланхолічними; менш агресивними. Часто тексти рок-балад присвячені коханню, іншим піднесеним почуттям.
Балади відносяться до більш «радіо-дружніх» різновидів рок-пісень. Їх часто випускають окремими синглами, знімають на них відеокліпи. Вважається, що балади легше сприймаються аудиторією і можуть бути популярними навіть далеко за межами «цільової аудиторії» рокерів. Вони також легше проходять у «формат» радіостанцій та телеканалів.
Серед глядачів концертів існує традиція запалювати свічки або запальнички, чи вмикати ліхтарики мобільних телефонів при виконанні балад, і похитувати ними в такт пісні.

## Жанри

### Джаз і традиційний поп
Більшість поп-стандартних і джазових балад побудовані з одного вступного куплету, зазвичай близько 16 тактів завдовжки, і вони закінчуються домінантою – приспівом або рефреном, зазвичай довжиною 16 або 32 такти і у формі AABA (хоча й інші форми, наприклад як ABAC, не є рідкістю). У формах AABA секція B зазвичай називається мостом; часто додається коротка кода, іноді заснована на матеріалі з мосту, як у «Over the Rainbow».

### Поп і R&B балади
Найпоширенішим використанням терміну «балада» в сучасній поп-музиці та R&B є емоційна пісня про романтику, розставання та/або тугу.[22] Співачка зазвичай оплакує нерозділене або втрачене кохання, коли одна сторона не помічає про існування іншої, коли одна зі сторін пішла далі, або коли романтичний роман вплинув на стосунки.

### Силові балади
Саймон Фріт, британський соціомузиколог і колишній рок-критик, визначає джерела потужної балади в емоційному співі соул-артистів, зокрема Рея Чарльза, і адаптації цього стилю такими виконавцями, як Ерік Бердон, Том Джонс і Джо Кокер до створювати пісні в повільному темпі, які часто перетворюються на гучний та емоційний приспів, який супроводжується барабанами, електрогітарами та іноді хорами. За словами Чарльза Аарона, потужні балади виникли на початку 1970-х років, коли рок-зірки намагалися донести глибокі меседжі до аудиторії, зберігаючи свою містику «мачо-рокера». Силова балада хард-року зазвичай виражає любов чи душевний біль через свої тексти, переходячи до безмовної інтенсивності та емоційної трансцендентності з важким барабанним дзвоном і спотвореним електрогітарним соло, що представляє «силу» пауер-балади.
Аарон стверджує, що потужна балада хард-року увірвалася в мейнстрім американської свідомості в 1976 році, коли FM-радіо дало нове життя попереднім пісням про кохання, таким як «Without You» Badfinger, «Stairway to Heaven» Led Zeppelin і «Dream On» Aerosmith. «Goodbye to Love» The Carpenters також вважали прототипом пауер-балади, що базується на гітарному звучанні хард-року Тоні Пелусо. Британський хеві-метал-гурт Judas Priest написав багато потужних балад, починаючи з «Dreamer Deceiver» і «Beyond the Realms of Death».
Вважається, що американський рок-гурт Styx випустив першу справжню пауер-баладу, пісню «Lady» в 1973 році. Її автора Денніса ДеЯнга називають «батьком потужної балади». У 1980-х роках такі гурти, як Journey і REO Speedwagon, сприяли тому, що пауер-балада стала основним продуктом для виконавців хард-року, які хотіли отримати більше радіоефірів і задовольнити жіночу аудиторію повільнішою, емоційнішою піснею про кохання. Mötley Crüe була однією з груп, які демонстрували цей стиль, з такими піснями, як «Home Sweet Home» і «You're All I Need». Майже кожен хард-рок і глем-метал гурт написав принаймні одну пауер-баладу для кожного альбому, і звукозаписні компанії часто випускали їх як другий сингл альбому.
Коли гранж з’явився як контрапункт до надмірностей хард-року та глем-металу 1980-х, однією з відмінностей стилю гранж була відсутність потужних балад, однак його піджанр пост-грандж містив би балади.